# Tramway Ridge
Tramway Ridge är en bergstopp i Antarktis. Den ligger i Östantarktis. Nya Zeeland gör anspråk på området. Toppen på Tramway Ridge är 3 450 meter över havet.
Terrängen runt Tramway Ridge är huvudsakligen mycket bergig. Trakten är obefolkad. Det finns inga samhällen i närheten. 